# Блэкли, Уильям Фарис
Уи́льям Фа́рис Блэ́кли (англ. William Faris Blakely, 1875—1941) — австралийский ботаник-систематик.

## Биография
Уильям Блэкли родился в ноябре 1875 года в городе Тентерфилд в Новом Южном Уэльсе. С детства интересовался изучением ботаники, с 1898 года работал в администрации пещеры Дженолан и начал изучать флору её окрестностей. В 1900 году Джозеф Мэйден пригласил его на работу в Сиднейском ботаническом саду. До 1912 года Блэкли был садоводом в Сиднее.
В 1913 году Блэкли стал ассистентом по ботанике в Национальном гербарии Австралии, работал там до самой смерти. До 1925 года он вместе с Мэйденом работал над составлением монографии эвкалиптов, после смерти Мэйдена продолжил её написание с Ричардом Кэмбиджем. В 1928 году умер и Кэмбидж, Блэкли пришлось завершать книгу самостоятельно.
Блэкли стал ведущим специалистом по эвкалиптам, за свой счёт издал ключ для определения их видов. С 1922 по 1928 он опубликовал серию статей, в которых пересматривалась систематика семейства Ремнецветниковые.
В 1940 году Блэкли стал почётным хранителем коллекции эвкалиптов Нового Южного Уэльса. Он скончался 1 сентября 1941 года.

## Некоторые публикации
- Blakely, W.F. A key to the eucalypts. — Sydney, 1934. — 339 p.

## Виды, названные в честь У. Блэкли
- Acacia blakelyi Maiden, 1917
- Derwentia blakelyi B.G.Briggs & Ehrend., 1992 [≡ Veronica blakelyi (B.G.Briggs & Ehrend.) B.G.Briggs, 2007]
- Eucalyptus blakelyi Maiden, 1917
- Micromyrtus blakelyi J.W.Green, 1983
- Pultenaea blakelyi Joy Thomps., 1958